# Зарубин, Виктор Алексеевич
Виктор Алексеевич Зарубин (1931—1994) — бригадир бригады хлеборобов колхоза «Память Ленина» Хотынецкого района Орловской области, Герой Социалистического Труда.

## Биография
Родился в 1931 году в селе Воейково Хотынецкого района (ныне — Орловской области). Свою трудовую деятельность начал с тринадцати лет в родном колхозе. Отец погиб на фронте в Великую Отечественную войну. Срочную службу проходил в рядах Советской армии в Кремлёвском полку. Участвовал в торжественных парадах на Красной площади в Москве. После службы работал трактористом в колхозе «Память Ленина», потом бригадиром полеводческой бригады. В последующие годы работал бригадиром тракторной бригады в районном отделении «Сельхозхимия». В 1966 году Президиум Верховного Совета СССР присвоил Виктору Алексеевичу Зарубину звание Героя Социалистического Труда. Умер В. А. Зарубин в 1994 году. В районном центре в Хотынце на Аллее Славы установлен бюст героя.

## Награды
- Герой Социалистического Труда (1966)
- Орден Ленина (1966)
- Юбилейная медаль «За доблестный труд. В ознаменование 100-летия со дня рождения Владимира Ильича Ленина» (1970)
- Делегат III Всесоюзного съезда колхозников (1969)